# Occhio del Terrore
Nell'universo fittizio di Warhammer 40.000, l'Occhio del Terrore è una grossa zona dove spazio Warp e reale si combinano.

## L'occhio nell'ambientazione dei giochi

### Warhammer 40.000

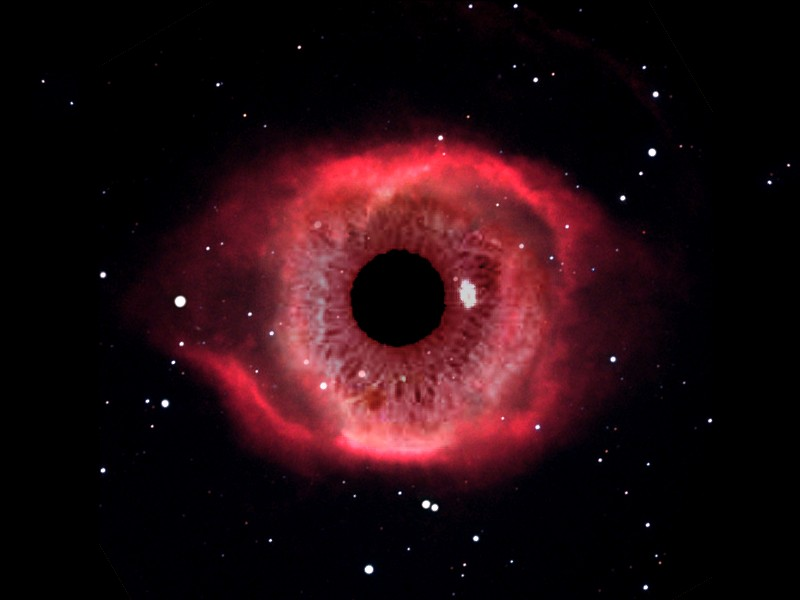
Occhio del Terrore

I materiali d'ambientazione di Warhammer 40.000 narrano che, diecimila anni prima della nascita dell'Imperium dell'Uomo, l'antica razza nota come gli Eldar cadde in declino, a causa del dilagare della decadenza e della ricerca continua di appagamento dei loro desideri carnali e primordiali. Le emozioni generate da questi eccessi si incanalarono in un mezzo psichicamente carico chiamato Immaterium (meglio noto come Warp), creando lentamente un nuovo potere. Guadagnando forza dalle azioni disordinate degli Eldar, questo potere fece nascere un'entità nota come il dio del Caos Slaanesh, i cui primi versi trascinarono nel Warp miliardi di anime Eldar, devastando una razza un tempo orgogliosa, e creando quel portale tra spazio reale e Warp nota ai giocatori come Occhio del Terrore.
La regione di spazio contenuta nell'Occhio del Terrore è descritta letteralmente come un inferno, casa delle più tetre malvagità dell'intera galassia. L'Occhio oscura i cieli notturni con un'ombra dal colore di sangue infetto, ed è visibile in tutti i mondi presenti nel raggio di diecimila anni luce da esso. Mortali tempeste Warp circondano l'Occhio, rendendo praticamente impossibili i viaggi interstellari in questa zona della galassia.
Un fatto rimarcato da molti brani è che le leggi della realtà non si applicano all'interno dell'Occhio: il tempo vi fluisce con un ritmo caotico e disordinato, e la materia e l'energia si confondono fra loro; orribili demoni volano nello spazio seguendo le correnti del Warp, terrorizzando tutte le sfortunate creature che si trovassero in questo luogo di tenebra.
Molte delle Legioni di Space Marine del Caos fecero rotta verso l'Occhio dopo la conclusione dell'Eresia di Horus, e usano l'Occhio come base operativa, lanciando da lì attacchi in momenti opportuni, anche se apparentemente casuali. La grande prossimità al Caos di questo luogo causa delle orrende e dolorose mutazioni, beneficiando lo Space Marine traditore nella forma che più si adatta al dio da lui adorato; d'altronde, questa grande prossimità rende le Legioni Traditrici estremamente longeve paragonate a quelle lealiste, con una vita di un Marine che può arrivare anche a decine di migliaia di anni. Ogni Legione ha poi il proprio mondo natale da qualche parte nell'Occhio, ma questi mondi sono spesso descritti come nient'altro che infernali rimasugli della loro forma originale.
Il mondo Imperiale di Cadia risiede presso il portale più stabile e più vicino a questa anomalia dello spazio reale. Questo mondo e tutti quelli circostanti sono completamente dedicati all'impiego militare, poiché costituiscono la prima linea di difesa dell'Imperium nei confronti delle armate traditrici. I materiali di ambientazione suggeriscono che la stabilità della rotta verso Cadia sia dovuta all'immensa rete di piloni presenti sulla superficie del pianeta, e queste costruzioni siano di origine Necron: in altri racconti infatti si narra di piloni simili sui mondi sentinella di Medusa V, creati e difesi strenuamente da quella antichissima razza aliena. Su Cadia ha base uno dei più famosi reggimenti della Guardia Imperiale, quello dei Cadiani.

### Warhammer Fantasy
Nelle prime edizioni di Warhammer 40.000 e Warhammer Fantasy, era una convinzione diffusa che il pianeta su cui era ambientato quest'ultimo fosse un pianeta medievale presente nei confini dell'Imperium della versione futuristica del gioco, e che esso non fosse raggiungibile a causa di costanti tempeste Warp. Questa teoria è stata poi però abbandonata nelle edizioni successive, ed eliminata da tutti i materiali di ambientazione. Aspetti di essa però sono ancora considerati validi da alcuni fan della serie.
Nel libro di ambientazione The Liber Chaotica (Von Staufer and Williams, 2005) il narratore di fantasia inventato dall'autore dice di viaggiare "attraverso mondi differenti" ("between worlds"). Nelle sue visioni si parla di un "luogo di stregoni" ("place of sorcerers") e di un campione di Tzeentch, un ciclope dalla pelle rossa che avrebbe dato la vita a migliaia di figli; quest'ultimo si riferisce a Magnus il Rosso, Primarca demone della legione di Space Marine del Caos della Stirpe dei Mille. Sono fatti altri riferimenti ai Marine Traditori, alle Crociate Nere, al demone primarca Mortarion, a Lucius l'Eterno, alla nascita di Slaanesh, e alla Caduta degli Eldar.

## Altre apparizioni nella finzione
- Nel racconto a fumetti Bloodquest (Rennie e MacNeil, 2005), i protagonisti della storia, Leonatos e la sua squadra di Angeli Sanguinari, si avventurano nell'Occhio del Terrore, su un mondo demoniaco, Eidolon.
- Il racconto Dead Sky, Black Sun (McNeill, 2004) è ambientato su Medrengard, all'interno dell'Occhio del Terrore e casa della Legione Traditrice dei Guerrieri di Ferro.
- Vi è anche un racconto (Eye of Terror, Games Workshop, 2000) scritto da Barrington J. Bayley.